# Rubus lainzii
Rubus lainzii är en rosväxtart som beskrevs av Heinrich E. Weber. Rubus lainzii ingår i släktet rubusar, och familjen rosväxter. Inga underarter finns listade i Catalogue of Life.